# صدای ترومپت هفتم
صدای ترومپت هفتم (به انگلیسی: Sounding the Seventh Trumpet) اولین آلبومی است که توسط گروه هوی متال آمریکایی اونجد سون‌فولد در ۳۱ ژانویه ۲۰۰۱ منتشر شد. ضبط این آلبوم در شرکت «Hopeless Records» و به تهیه کنندگی دانل کامرون انجام شد. نزدیک به دویست هزار نسخه از این آلبوم در سراسر جهان به فروش رسید. نام این آلبوم برگرفته از کتابی در مورد شورش بود که در صفحه هفتم فصل یازده آن آخرین کلمه «ترومپت» بود و باعث شد تا نام این آلبوم به انتخاب اعضای گروه صدای ترومپت هفتم باشد. در چهارمین ترک از این آلبوم که «توهم ناخودآگاه هنر» نام دارد زن ام. شدوز خواننده گروه به عنوان خواننده مهمان حضور دارد.

## ترک لیست
| شماره      | نام                            | مدت   |
| ---------- | ------------------------------ | ----- |
| ۱.         | «برای پایان خلسه»              | ۱:۲۴  |
| ۲.         | «برگشت به راهی دیگر»           | ۵:۳۶  |
| ۳.         | «تاریکی اطراف»                 | ۴:۴۹  |
| ۴.         | «توهم ناخودآگاه هنر»           | ۳:۴۵  |
| ۵.         | «ما در شب آمدیم»               | ۴:۴۴  |
| ۶.         | «فریب لب‌ها»                    | ۴:۰۸  |
| ۷.         | «گرمای روح*»                   | ۴:۱۹  |
| ۸.         | «حماسه وقت تلف شده»            | ۴:۱۸  |
| ۹.         | «سرپیچی از نگهداری»            | ۱:۱۱  |
| ۱۰.        | «فراموشی صورت‌ها»               | ۳:۲۶  |
| ۱۱.        | «ضخیم و نازک»                  | ۴:۱۵  |
| ۱۲.        | «خیابان‌ها»                     | ۳:۰۶  |
| ۱۳.        | «شکسته شده توسط رویاهای شکسته» | ۷:۰۷  |
| مجموع مدت: | مجموع مدت:                     | ۵۲:۰۸ |

| بررسی انتقادی | بررسی انتقادی |
| منبع          | رتبه‌بندی      |
| ------------- | ------------- |
| آل‌میوزیک      | 1/5 ستاره     |
| کرنگ          |               |
| اسپاتنیک      | 4/5 ستاره     |